# Émile Le Bigaut
Emile Le Bigaut (Cléguérec, 16 ottobre 1933 – Rennes, 27 febbraio 2002) è stato un ciclista su strada francese, professionista dal 1958 al 1962.

## Carriera
Arrivò secondo  al Grand Prix de Ouest France nel 1961. Ha continuato a gareggiare fino al 1963, prima di concludere la sua carriera; anche suo figlio, Pierre Le Bigaut, è stato un ciclista professionista.

## Palmarès

### Strada
- 1953

Campione della Bretagna, cronosquadre
- 1958

campione della Bretagna